# Cantonul Épernay-2
Cantonul Épernay-2 este un canton din arondismentul Épernay, departamentul Marne, regiunea Champagne-Ardenne, Franța.

## Comune
- Chouilly
- Damery
- Épernay (parțial, reședință)
- Fleury-la-Rivière
- Mardeuil
- Moussy
- Pierry
- Saint-Martin-d'Ablois
- Vauciennes
- Venteuil
- Vinay